# Maurycy Saski
Herman Maurycy Saski (fr. Maurice de Saxe) (ur. 28 października 1696 w Goslarze, zm. 30 listopada 1750 w Chambord) – hrabia saski, wódz i strateg wojskowości, marszałek Francji, książę Kurlandii i Semigalii w latach 1726–1729.
W 1719 został odznaczony Orderem Orła Białego.

## Życiorys
Maurycy Saski był nieślubnym synem króla polskiego Augusta II Mocnego i jego metresy hrabiny Marii Aurory von Königsmarck. W 1711 roku ojciec uznał go swoim dzieckiem i jednocześnie nobilitował nadając tytuł hrabiowski.
Przeznaczony do służby wojskowej, Maurycy Saski rozpoczął swoją karierę podczas wojny północnej. Na początku służył w armii saskiej walcząc na ziemiach Rzeczypospolitej z konfederatami tarnogrodzkimi i na Pomorzu z armią króla szwedzkiego Karola XII. Później był podkomendnym austriackiego wodza Eugeniusza Sabaudzkiego i walczył na Bałkanach z Turkami. W 1720 roku wstąpił do armii francuskiej w stopniu maréchal de camp (istniejąca w XVIII wieku ranga odpowiadająca generałowi brygady), gdzie służył pod rozkazami księcia Berwicka.
W 1726 roku został wybrany przez szlachtę Kurlandii i Semigalii księciem. Próbie zdobycia tronu w Inflantach przeszkodziła jednak interwencja Rosji. W 1729 roku Maurycy Saski powrócił więc do Francji. Od 1741 roku był marszałkiem Francji, a od 1747 roku naczelnym dowódcą wszystkich armii francuskich (Maréchal général des camps et armées du roi).
Dowodził wojskami francuskimi w wojnie o sukcesję austriacką. Przeprowadził udaną kampanię wojenną przeciw koalicji w Niderlandach, która zakończyła się sukcesem dla Francji i opanowaniem tamtejszych posiadłości Habsburgów. Zwyciężył w bitwach pod Fontenoy (1745), Rancoux (1746) i Lauffeldt (1747). W 1748 roku zdobył Maastricht.
W 1748 roku Maurycy Saski ponownie ubiegał się o tron Księstwa Kurlandii i Semigalii. W tym celu wysłał z tajną misją do Petersburga Władysława Gurowskiego, który próbował bezskutecznie przekupić rosyjskiego kanclerza Aleksieja Bestużewa.
W 1746, Ludwik XV podarował Maurycemu Saskiemu zamek Chambord. Marszałek mieszkał tam od 1748 roku do śmierci.
Pochowany został w kościele św. Tomasza w Strasburgu.

## Życie prywatne
Maurycy Saski nigdy się nie ustatkował. Znany był z licznych romansów i nieślubnych dzieci. 12 marca 1714 ożenił się z bogatą hrabianką Joanną Wiktorią Tugendreich von Löben i szybko roztrwonił fortunę żony. 21 marca 1721 małżeństwo zakończyło się rozwodem. Z tego związku pochodził jedyny syn marszałka:
- August Adolf Saski (ur. i zm. 21 stycznia 1715)

Z Marie Geneviève Rinteau, Mademoiselle de Verrières, Maurycy Saski miał naturalną córkę:
- Maria Aurora Saska (1748–1821), żonę Charlesa Louisa Dupina de Francueil i babkę Amandyny Aurory Dupin (George Sand).

## Literatura
- Mała Encyklopedia Wojskowa, 1967, Wydanie I